# 財満新三郎
財満 新三郎（ざいま しんざぶろう）は、日本の武士（長州藩士）。諱は久道。幕末期に高杉晋作らが蜂起した功山寺挙兵に際して、事態の鎮静化のため萩政府軍撰鋒隊大伍長として別動隊を指揮。元治2年1月（1865年）、絵堂宿における諸隊の奇襲に対して、説得のため絵堂宿に駆けつけるも南園隊の竹本多門らに狙撃され討死した(大田絵堂の戦い)。
剣術に優れ、嘉永5年（1852年）、長州藩の藩費留学生として桂小五郎（木戸孝允）らとともに江戸に剣術留学し、江戸三大道場の一つである「練兵館」（神道無念流）において斎藤弥九郎、斎藤新太郎に師事した。
ペリー率いる黒船の来航時には、桂小五郎や来原良蔵らとともに相州警衛地や武州大森での警固に従事した。

## 系譜
財満氏は菅原道真の後裔を称し、本姓を菅原とする。財満忠久の代より毛利氏に仕え、関ヶ原合戦以降、萩藩大組にして550石を給わる。財満新三郎の父 財満東市之助(のち新右衛門)は財満氏の嫡流であり、萩藩大組番頭を務めた。新三郎はその嫡男にあたる。

## 生涯
天保4年(1833年)長州藩萩生まれ。藩校明倫館に学ぶ。
萩藩大組(八組士)550石である財満東市之助久徴(のち新右衛門)の嫡男。
兄弟には萩藩大組500石である三井主水資恭の嫡男となる三井助太郎資雄がいる。

### 江戸留学 と黒船来航
嘉永5年(1852年)8月14日、江戸の神道無念流の剣客である斎藤新太郎が長州藩から招聘され来萩した。斎藤新太郎は指導した藩士の中から特に剣術に優れていた河野右衛門、永田健吉、山田孫太郎の三名を江戸で剣術修行させることを藩に願い出たことに対し、藩は各剣術師家から1名ずつ派遣することを決める。
柳生新陰流馬来家門人であった山田孫太郎は、病気であった養父の看護のため同行できないことから、同じ馬来家門人であった財満新三郎が代わりに選ばれることになった。
河野右衛門、永田健吉はともに柳生新陰流内藤家門人であったが、斎藤新太郎の希望に応え、藩は同門二人の派遣を決める。そのほか同流平岡家門人の佐久間夘吉、片山伯耆流北川家門人の林乙熊の2名を加えた5名が藩費留学生として派遣されることになり、さらに私費による留学希望者として内藤家門人の桂小五郎、井上壮太郎の2名を加えた計7名が江戸に剣術修行に行くことに決まった。
嘉永5年(1852年)9月30日、斎藤新太郎に従い萩を出立した一行は、江戸に向かう道中、各地の道場を廻りながら諸流との試合を行い、11月29日に江戸に到着すると、斎藤弥九郎が創立した江戸三大道場の一つである練兵館に入塾した。
入塾した翌年にあたる嘉永6年6月3日(1853年7月8日)、浦賀にマシュー・ペリー率いるアメリカ合衆国海軍東インド艦隊が来航すると(黒船来航)、長州藩は幕府より大森海岸(現在の大田区大森)の警固を任されたため、財満新三郎は桂小五郎らと同じ隊に属してその任にあたった。翌安政元年1月、再びペリー艦隊が来航すると、財満新三郎は来原良蔵、内藤作兵衛、重見次郎兵衛、福原熊次郎、井上助十郎の5名と隊を組み、相州警衛地に赴いている。
なおこの間、嘉永6年7月には剣術専役である財満新三郎、井上壮太郎らは桜田藩邸に斎藤弥九郎、斎藤新太郎父子を接待し、この際に長州藩は藩邸勤務の藩士に神道無念流の指導をすることを協議決定している。
その後、新三郎は練兵館での二年間の修行を終え、佐久間卯吉とともに奥州方面へ武者修行に遊歴し、帰藩後、藩主・毛利敬親の警固役に任じられた。

### 八月十八日の政変
文久3年(1863年)、三条実美ら尊王攘夷派公家は尊王攘夷派が占める長州藩と結びつき、さらに朝廷での発言力を増していたが、 孝明天皇は尊攘派公家や長州藩の強硬的な動きに対して次第に嫌悪を示すようになる。三条らが推し進めた大和行幸をきっかけとして、公武合体派の薩摩藩、会津藩は文久3年8月18日(1863年9月30日) 御所を固めると、三条実美ら尊王攘夷派公家15名を一掃し、長州藩は京から追放された(八月十八日の政変)。
8月29日、 椋梨藤太、中川宇右衛門、村岡伊右衛門、三宅忠蔵は山口政事堂に赴き、尊王攘夷を進めた麻田公輔(周布政之助)、毛利登人、前田孫右衛門の失策による罷免を訴え、財満新三郎ら先鋒隊士達多数も山口に押し寄せ罷免を訴えた。この訴えを受け入れ、藩主・毛利敬親は麻田公輔ら三名を罷免する。
しかし三名の罷免に対して高杉晋作や奇兵隊は反発したことで、毛利敬親は一転、9月9日には麻田公輔ら三名を復権させた。一方で、財満新三郎、岡本吉之進ら13名の先鋒隊士は麻田公輔らの罷免を訴えた強訴徒党の罪で逼塞を命じられ、先鋒隊の無断での山口往来は禁止されることになった。また罷免を首謀した椋梨藤太、中川宇右衛門、村岡伊右衛門、三宅忠蔵4名は10月25日に隠居を命じられ失脚することとなった。

### 禁門の変と下関戦争
前年の八月十八日の政変に京から追放されていた長州藩は、京都守護職の会津藩主・松平容保らの排除を目的に挙兵した。元治元年7月19日（1864年8月20日）、蛤御門を守備する会津藩らとの間に戦闘が勃発する。当初、長州藩兵は御所内に侵入し善戦するも、薩摩藩が守備として援軍に駆け付けると形勢は逆転し、長州藩は敗退した(禁門の変)。
この一件で長州藩兵が御所に向かって発砲したことや、藩主父子が記した軍令状が見つかったことから、7月23日、朝廷は幕府に対し、藩主・毛利敬親追討の勅令を下した(第一次長州征討)。
時同じくして、イギリス、フランス、オランダ、アメリカの四国連合艦隊による下関への攻撃が始まる。前年の文久3年5月10日（1863年6月25日）以降、関門海峡を航行する外国船舶に対して砲撃し、海上封鎖をしてきた長州藩に対し、イギリス、フランス、オランダ、アメリカは報復措置を執ることにした。元治元年7月下旬（1864年8月）、四国連合艦隊は横浜を出港し、下関に向かう前に姫島（現大分県姫島村）に投錨する。
この際、財満新三郎は斥候として早舟を出し、姫島に停泊中の軍艦の偵察に向かっている。元治元年8月5日（1864年9月5日）、四国艦隊による壇ノ浦などの長州砲台への砲撃が開始され、8月7日には彦島にある砲台が集中攻撃を受け、陸戦隊の上陸を許すと砲台群は占領され、悉く破壊された。大敗を期した長州藩は、講和を結ぶことを余儀なくされる(下関戦争)。

### 第一次長州征討
徳川慶勝を総督とする征長軍が長州藩に迫る中、財満新三郎ら撰鋒隊(旧、先鋒隊)は、朝敵とされ長州征討を招くなどの失策を重ねた抗戦派藩政府に対して不満を募らせていた。元治元年(1864年)9月20日、萩から山口に大挙すると、幕府に対する恭順(謝罪恭順)を藩政府に迫った。
藩の方針を最終決定するための君前会議が9月25日に山口政事堂で開催され、家老・毛利親彦(毛利伊勢)は幕府の要求に従う「謝罪恭順」を主張したが、抗戦派の井上聞多は時を稼いで軍備を固める「武備恭順」を主張した。この夜、新三郎が鶏を買って宿泊する圓龍寺に帰ってきたところ、児玉愛二郎らが訪ねてきた。新三郎は児玉らを湯田温泉の川原屋(瓦屋)に誘い、有地品之允、山田春蔵、児玉愛二郎、中井栄次郎(椋梨藤太次男)、周布藤吾とともに温泉に入り、鶏料理を堪能している。
その後、児玉愛二郎、中井栄次郎、周布藤吾の3名は、湯田温泉から圓龍寺の方へと向かう道すがら、政事堂から帰る 井上聞多に出くわし、3名は井上を襲撃する。井上聞多は里芋畑に逃げ込み一命はとりとめたものの、瀕死の重傷を負った (袖解橋の遭難、井上馨遭難) 。同じ夜、禁門の変およびそれに伴う長州征討を招いた責任を問われ失脚していた麻田公輔(周布政之助)が自刃している。
このことにより抗戦派(革新派、正義派)は君前会議での力を失い、藩是は「謝罪恭順」に決まった。
10月に入ると、藩主・毛利敬親は山口から恭順派(保守派、俗論派)の本拠地である萩へ移転した。さらに政事方に就いた家老・毛利親彦(毛利伊勢)は抗戦派を更迭し、 椋梨藤太ら恭順派が1年ぶりに長州藩政府を掌握するようになった。
11月、征長軍は引き揚げの条件として、禁門の変を主導した国司親相、益田親施、福原元僴の三家老の切腹、宍戸真澂ら四参謀の斬首、三条実美ら五卿の追放を要求し、長州藩政府は要求に応じて三家老の切腹、四参謀の斬首を実行して、幕府への謝罪の姿勢を示した。藩主・毛利敬親父子の謝罪文も総督府に提出されたことから、総督・徳川慶勝は12月27日に征長軍を解いて広島から引き揚げた。

### 大田絵堂の戦い
三家老の切腹などの幕府への恭順姿勢や抗戦派の粛清といった藩政府の動きに激昂し、元治元年12月15日（1865年1月12日）、高杉晋作、伊藤俊介（伊藤博文）らが下関功山寺において挙兵する(功山寺挙兵)。
高杉晋作らの挙兵に対して、12月24日、毛利宣次郎(厚狭毛利)が鎮静軍の総奉行に任命され、この際に財満新三郎は藩主・毛利敬親より撰鋒隊大伍長に任ぜられた。粟屋帯刀を将とする萩政府前軍(吉田口鎮静軍)1,200名は26日に萩城下を立ち、28日に絵堂宿に入ると庄屋藤井弥伝次郎宅を本陣とした。27日、児玉若狭率いる後軍(西市口鎮静軍) 1,200名は三隅に進軍し、総奉行・毛利宣次郎率いる鎮静軍本隊1,400名は28日、明木に進軍した。鎮静軍本隊の参謀を務めていた新三郎は、前軍粟屋帯刀軍の援軍となるべく、撰鋒隊3隊からなる別動隊の将として赤間関街道の絵堂一ツ橋に布陣した。
元治2年1月6日夜（1865年2月1日）、河原宿にあった奇兵隊等諸隊は絵堂に向けて進軍を開始し、1月7日未明、絵堂宿にあった萩政府軍本陣(粟屋帯刀軍)を奇襲し、絵堂宿の西口から東口までの宿全域を制圧した。粟屋軍はこの奇襲に慌て驚き、武具や武器等を置き去りにして赤村の赤郷八幡宮まで退散した。
明け方この急報に対して、一ツ橋に駐留していた財満新三郎は家来二人を連れ、甲冑装束馬で絵堂宿へ駆けつけた。絵堂宿東口において守備を固める諸隊に遭遇すると、一喝するも説得の間もなく、南園隊の竹本多門の号令に応じた諸隊士により銃撃され、8発の銃弾を受けその場で討死した。享年33。
財満新三郎の首は諸隊士らによって切り落とされ、この際、新三郎の懐から「密書」が見つかったとされる。「密書」には恭順派(俗論派)が藩主・毛利敬親の許可を得ることなく独断で、国司親相、益田親施、福原元僴三家老を切腹させたことなど恭順派による悪行が記されていた。この「密書」は山縣狂介らが作成した偽書とも言われ、この文書に記された悪行に憤慨した奇兵隊等諸隊は大いに奮起し、萩政府軍を潰走させ、明治維新へつながっていく。

## 人物
- 司馬遼太郎の小説『世に棲む日日』（4、P.73）においては、「（自分が一喝すれば、百姓どもは鉾をおさめる）と信じきっていたからであった。（中略）財満は自分の権威を信じていた。」と書かれており、「滑稽きわまりない行動者」とも記述されている。しかし長州藩選鋒隊士であり、明治新政府において宮内官僚となった児玉愛二郎は「大田戦争談」において、「元来財満の論と云ふものは追討と云ふ命であるから其通りするけれども、説諭することを先きにしなければならぬ、十分に説て解散をせぬと云ふときは仕方がないが、先づ威を張りはするけれども説諭の方を十分にしなければならぬ」と語っている。財満新三郎が権威に任せることなく、諸隊を説き伏せることに重きをおいていたことが窺える。また、財満新三郎は鎮静軍大伍長への抜擢を受けて、檀那寺であった報恩寺の伊藤無関和尚を訪ね、生前に戒名を授けてくれるよう願い出ている。その後、妻に事の次第を話し、自分が死んだということを聞いても驚くことはないようにと告げ、戒名を伝えている。威圧によって事態が易易と鎮静化するなどとは考えておらず、死を覚悟して事に臨んでいたことが見て取れる[21]。
- 歴史は勝者によって作られる。明治新政府を作り上げていくことになる伊藤俊輔や山縣狂介ら幕府への抗戦派は、その正当性を表現した「正義派」と呼ばれるようになるが、対する恭順派は卑俗さを意味する「俗論派」と呼ばれるようになる[29]。大田絵堂の戦いこそ明治維新への幕開けであり、正義派の礎となる一戦であったことから、その戦いにおいて萩政府軍(俗論派)の将として討たれた財満新三郎は、奸魁、巨魁などと称され戦史に刻まれるようになる。歴史に反し、新三郎の嫡男甚之丞はその後 萩において、忠臣の子として篤くもてなされたという[30]。

## 関連作品
- 司馬遼太郎 著　『世に棲む日日』

　　登場箇所：「反乱」
- 司馬遼太郎 著　『竜馬がゆく』

　　登場箇所：「二十歳」、「戦雲」